# Linnaemya rufiventris
Linnaemya rufiventris är en tvåvingeart som först beskrevs av Robineau-desvoidy 1863.  Linnaemya rufiventris ingår i släktet Linnaemya och familjen parasitflugor.
Artens utbredningsområde är Frankrike. Inga underarter finns listade i Catalogue of Life.